# Аманкулова, Калима
Калыма Аманкулова (1915 —2002) — советский политический деятель, депутат Верховного Совета СССР 1-го созыва (1938—1946).

## Биография
Дочь бедного крестьянина-скотовода.
Доярка колхоза имени Карла Маркса Беловодского района Киргизской АССР. В 1935 г. получила по своей группе (12 коров) средний надой 3000 литров молока на голову.
Награждена орденом «Знак Почёта» (1936).

### Политическая деятельность
- 15 мая 1938 — 18 июля 1938 — и. о. председателя ЦИК Киргизской ССР[2].

Поскольку в это время должность председателя ЦИК была вакантной, формально являлась главным человеком в республике, и внесена в список женщин — руководителей государств.
Избрана депутатом Верховного Совета СССР 1-го созыва от Киргизской ССР в Совет Национальностей в результате выборов 12 декабря 1937 года.